# Peter Benjaminsen
Peter Benjaminsen (født 3. december 1982) er en dansk fodboldspiller, der spiller for Boldklubben Avarta. Han spiller for det meste spiller på venstre fløj, men kan ligeledes spille på den centrale midtbane og i højresiden. 

## Klubkarriere
Peter Benjaminsen spiller i øjeblikket i Akademisk Boldklub. Inden han kom til AB spillede han i Herfølge. I 2006 skiftede han til Herfølge på en lejeaftale fra FC Nordsjælland. Inden da havde han også været en tur omkring Køge Boldklub på en lejeaftale.
Den lille, driblestærke kantspiller startede sin professionelle karriere i Akademisk Boldklub, hvorefter han et par sæsoner skiftede til Farum Boldklub, som siden skiftede navn til FC Nordsjælland.

## Landsholdskarriere
Peter Benjaminsen har spillet en lang række kampe på de danske ungdomslandshold. Det er i alt blevet til 8 kampe på U/17-landsholdet, 15 kampe og to scoringer på U/19-landsholdet, 4 U/20-landskampe og 2 U/21-landskampe.